# Ostrov (ort i Tjeckien, Vysočina)
Ostrov är en ort i Tjeckien.   Den ligger i regionen Vysočina, i den centrala delen av landet, 80 km sydost om huvudstaden Prag. Ostrov ligger 414 meter över havet och antalet invånare är 129.
Terrängen runt Ostrov är huvudsakligen platt, men söderut är den kuperad. Ostrov ligger nere i en dal. Runt Ostrov är det ganska tätbefolkat, med 83 invånare per kvadratkilometer. Närmaste större samhälle är Ledeč nad Sázavou, 1,7 km väster om Ostrov. I omgivningarna runt Ostrov växer i huvudsak blandskog.